# Nils Petter Molvær
Nils Petter Molvær (ur. 18 września 1960 w Suli) – norweski trębacz jazzowy i kompozytor. Jest uważany za przedstawiciela i jednego z pionierów nu jazzu.
Jego ojciec Jens Arne także jest muzykiem jazzowym. Molvær w wieku 19 lat (w 1979 roku) wyjechał na studia muzyczne do Trondheim. Przez wiele lat był członkiem zespołu Masqualero, w 1997 roku rozpoczął karierę solową. W tym samym roku wydał płytę Khmer, łączącą jazz z rockiem, muzyką elektroniczną i hip-hopem. Używa skrótu NPM.
W 2010 roku muzyk odwiedził Polskę. Planowana była tutaj większa trasa koncertowa, jednakże kilka czynników zmusiło Norwega do odwołania koncertów: katastrofa smoleńska, erupcja wulkanu, a pod koniec roku organizator drugiej trasy – szef firmy Ebola Production – zniknął w niewyjaśnionych okolicznościach. Odbył się natomiast kwietniowy koncert w Szczecinie.

## Wybrana dyskografia
Albumy studyjne
| Khmer                       | - Data: 1997 - Wydawca: ECM Records                                 | 23 | —  |
| Solid Ether                 | - Data: 5 maja 2000 - Wydawca: ECM Records                          | 3  | 69 |
| NP3                         | - Data: 9 września 2002 - Wydawca: EmArcy, Universal                | 12 | 71 |
| Er                          | - Data: 26 września 2005 - Wydawca: Sula Records, Universal, EmArcy | 8  | —  |
| Re-Vision                   | - Data: 21 kwietnia 2008 - Wydawca: Sula Records, EmArcy, Universal | —  | —  |
| Hamada                      | - Data: 20 kwietnia 2009 - Wydawca: Sula Records, EmArcy, Universal | 18 | —  |
| Baboon Moon                 | - Data: 16 września 2011 - Wydawca: Columbia, Sony Music            | 13 | —  |
| Switch                      | - Data: 7 kwietnia 2014 - Wydawca: Okeh, Sony Music                 | 33 | —  |
| Buoyancy                    | - Data: 2 września 2016 - Wydawca: Okeh                             | —  | 96 |
| Stitches                    | - Data: 26 sierpnia 2021 - Wydawca: Modern Recordings               | —  | —  |
| "—" album nie był notowany. |                                                                     |    |    |

Remiks albumy
| Tytuł                        | Dane dot. albumu                                                |
| ---------------------------- | --------------------------------------------------------------- |
| Recoloured - The Remix Album | - Data: 14 sierpnia 2001 - Wydawca: EmArcy, Universal, Boutique |
| Remakes                      | - Data: 28 lutego 2005 - Wydawca: Sula Records                  |

Albumy koncertowe
| Tytuł           | Dane dot. albumu                                |
| --------------- | ----------------------------------------------- |
| Live - Streamer | - Data: 6 września 2004 - Wydawca: Sula Records |

Ścieżki dźwiękowe
| Tytuł                         | Dane dot. albumu                                  |
| ----------------------------- | ------------------------------------------------- |
| Edy (Bande Originale Du Film) | - Data: 16 listopada 2005 - Wydawca: Wagram Music |

## Nagrody i wyróżnienia
| Rok  | Kategoria   | Tytułem            | Nagroda          | Nota      | Źródło |
| ---- | ----------- | ------------------ | ---------------- | --------- | ------ |
| 1995 | Åpen klasse | Hastening Westward | Spellemannprisen | Nominacja | [ 18 ] |
| 1997 | Åpen klasse | Khmer              | Spellemannprisen | Laur      | [ 18 ] |
| 2000 | Åpen klasse | Solid Ether        | Spellemannprisen | Laur      | [ 18 ] |
| 2002 | Åpen klasse | NP3                | Spellemannprisen | Nominacja | [ 18 ] |
| 2005 | Åpen klasse | ER                 | Spellemannprisen | Laur      | [ 18 ] |
| 2011 | Jazz        | Baboon Moon        | Spellemannprisen | Nominacja | [ 18 ] |